# راي فونل
المارشال الجوي ريموند جورج (راي) فونيل (بالإنجليزية: Raymond George (Ray) Funnell)‏ (ولد في 1 مارس 1935 في بريزبان، أستراليا) هو قائد متقاعد كبير من القوات الجوية الملكية الأسترالية. شغل منصب رئيس هيئة الأركان الجوية من 1987 حتى 1992. تخرج من كلية القوات الجوية الملكية الأسترالية وبدأ حياته المهنية بالتحليق على الطائرة المقاتلة كاك صابر في أستراليا وجنوب شرق آسيا في عقد 1950 و1960. في الفترة من 1972 إلى 1975 قاد السرب السادس وخلال هذه الفترة دخلت الطائرة جنرال ديناميكش إف-111سي الخدمة الأسترالية. شغل مناصب كبار الموظفين في أوائل الثمانينات. في عام 1986 تم ترقيته إلى مارشال جوي وأصبح نائب رئيس أول لقوات الدفاع. عين فونيل بشكل وثيق في تطوير ونشر مبدأ القوة الجوية. تقاعد من القوات الجوية الملكية الأسترالية في أكتوبر 1992 بعد شغله رئيس هيئة الأركان الجوية وكان المؤسس الرئيسي للكلية الأسترالية للدفاع والدراسات الاستراتيجية من 1994 إلى 1998. منذ ذلك الحين خدم في مختلف لجان الحكومة الاتحادية بشأن الهجرة والاحتجاز.

## بدايات السيرة المهنية والترقي إلى القيادة العليا

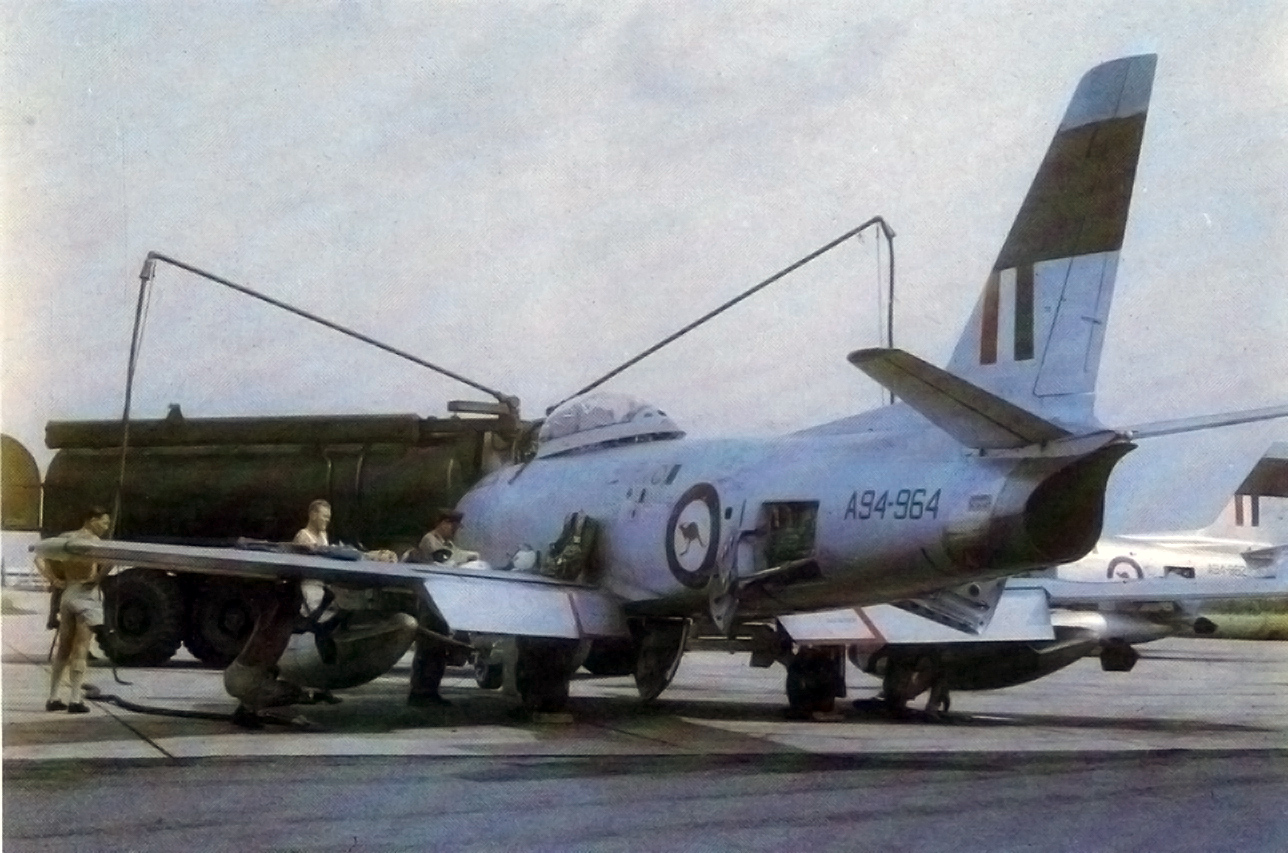
طائرات سابر تابعة للقوات الجوية الملكية الأسترالية في تايلاند خلال عقد 1960.

ولد رايموند جورج (راي) فونل في 1 مارس 1935 في بريزبان في ولاية كوينزلاند وتلقى تعليمه في مدرسة بريزبان الثانوية العامة. انضم إلى القوات الجوية الملكية الأسترالية في التدريب الجوي في يناير 1949 وحصل على منحة تدريبية للطيران. في عام 1951 عندما بلغ من العمر ستة عشر عاما تعلم أن يطير مع نادي كوينزلاند الجوي الملكي. في يناير 1953 دخل كلية القوات الجوية الملكية الأسترالية كطالب جوي وتخرج في عام 1956. تزوج من سوزان في عام 1958 وأنجبا طفلين. قضى فونيل الكثير من حياته المهنية في وقت مبكر بالتحليق في المقاتلة النفاثة كاك سابر في قواعد القوات الجوية الملكية الأسترالية في ويليامتون ونيو ساوث ويلز وبوترورث وماليزيا وكذلك أوبون في تايلاند ولابوان في شرق ماليزيا. كملازم رحلة في أوائل عقد 1960 تعلم التحليق على دي هافيلاند فامباير في مدرسة تدريب الطيران الأولى في قاعدة بيرس في أستراليا الغربية. في عام 1966 شغل منصب الضابط القائد للسرب التاسع والسبعين في أوبون.
درس قائد السرب فونيل في كلية موظفي القوات الجوية الملكية الأسترالية في كانبيرا من يناير إلى ديسمبر 1967. عمل في وقت لاحق في مختلف مناصب الموظفين مع القوات الجوية الملكية الأسترالية وعلى التبادل مع القوات الجوية الأمريكية. في عام 1971 أصبح أول ضابط في القوات الجوية الملكية الأسترالية يدرس في كلية الحرب الجوية الأمريكية وحصل على درجة ماجستير في العلوم السياسية من جامعة أوبرن. ترقى إلى قائد الجناح من 1972 إلى 1975 وكان يقود السرب السادس في قاعدة أمبرلي في ولاية كوينزلاند. شهدت ولايته إدخال الطائرة المقاتلة الجنرال ديناميكش إف-111سي إلى الخدمة الأسترالية. في 8/9 أبريل 1974 حلق فونل بطائرة إف-111 في جميع أنحاء أستراليا للاحتفال بمرور خمسين سنة على التحليق عبر القارة من قبل قائد الجناح ستانلي غوبل والملازم إيفور ماكنتاير في الطائرة البحرية فيري الثالث. في الفترة من 1975 إلى 1978 كان رئيسا لموظفي التخطيط العسكري لمشروع أكاديمية قوة الدفاع الأسترالية. كما شغل منصب ياور الحاكم العام السير جون كير. حصل فونيل على الميدالية الوطنية للخدمة الطويلة في عام 1977 ومشبك في العام التالي.

## القيادة العليا
تم ترشيح فونيل رئيسا للهيئة في القيادة التنفيذية للمقر في جلينبروك في ولاية نيو ساوث ويلز في عام 1979. درس في الكلية الملكية للدراسات الدفاعية في لندن في عام 1981 وعين في العام التالي مديرا عاما لفرع الأركان العسكرية في وزارة الدفاع في كانبيرا. في نوفمبر 1983 تم ترقيته للنائب الجوي وأصبح رئيس عمليات وخطط القوات الجوية. عين كموظف لأمر أستراليا في 10 يونيو 1985. في العام نفسه تولى منصب مساعد رئيس قوة الدفاع (السياسة). في 6 يونيو 1986 تمت ترقيته إلى مشير جوي وعين النائب الأول لرئيس قوة الدفاع وهذا الدور جعله مسؤولا عن سياسة وتخطيط القوات الدفاع الملكية الأسترالية فضلا عن العمليات.
في 3 يوليو 1987 خلف فونيل المارشال جيك نيوهام رئيسا للأركان الجوية ليصبح أول خريج من كلية القوات الجوية الملكية الأسترالية الذي يشغل هذا المنصب. كان أيضا أول شاغل للمنصب حاصلا على درجة الماجستير. كان فونيل المعروف بفضوله الفكري والتزامه بدراسة الحرب الجوية قد أصدر أمرا في عام 1989 بإنشاء مؤسسة فكرية دائمة ومؤسسة تعليمية ومركز دراسات الطاقة الجوية (في وقت لاحق مركز تنمية الطاقة الجوية) وتبرع بمكتبته للكلية. تم الانتهاء من دليل الطاقة الجوية وهو أول كتاب ذاتي من إنتاج القوات الجوية الملكية الأسترالية عن القتال الجوي من قبل فريق التطوير برعاية فونيل ونشر في عام 1990. كما دافع فونيل عن نشر «عامل حاسم» استنادا إلى كتابات المارشال الجوي هنري ريغلي الذي كان له الفضل في وضع الأسس لعقيدة القوة الجوية الحديثة للقوات الجوية الملكية الأسترالية.
كونه رئيسا للأركان الجوية ركز فونيل على تحويل القوات الجوية الملكية الأسترالية إلى «عنصر القوة الجوية من قوة الدفاع المتماسكة والمتكاملة». شهدت فترة ولايته استمرار التحول إلى «مركز ثقل» القوات الجوية الملكية الأسترالية من الجنوب إلى الشمال من أستراليا. افتتحت قاعدة كيرتين في شمال غرب أستراليا وقاعدة تندال في الإقليم الشمالي وبدأت عملية التطوير في قاعدة شرفر في رافال شمال كوينزلاند. في الوقت نفسه تم ترشيد القواعد في الجنوب بما في ذلك بوينت كوك في لافيرتون ووحدات الدعم في العواصم. كانت القوات الجوية في عملية إعادة تجهيز الأسراب المقاتلة داسو ميراج الثالثة وإف/إيه-18 هورنت عندما أصبح فونيل رئيس الأركان الجوية وكان عليه أن يتعامل مع نقص الطيارين التي تفاقمت بسبب الوقت الإضافي التدريب اللازمة في سبتمبر 1988 عندما طار أحد المدربين التوربيني في بيلاتوس بي سي-9 المكتسبة مؤخرا في سباق بيزنتيناري روند أستراليا الجوي. اعتبر أنه من المناسب أن يقوم رئيس الأركان الجوي باستعراض الرحلة حيث كان ستانلي غوبل يشغل نفس المنصب عندما كان يحلق عبر أستراليا للمرة الأولى في عام 1924. تزامنت فترة ولايته مع حرب الخليج الثانية من 1990 إلى 1991 وشملت مساهمة القوات الجوية الملكية الأسترالية نقل الرهائن الأستراليين والموظفين الطبيين من الشرق الأوسط. عين فونيل رفيق من أستراليا في 12 يونيو 1989 لخدمته كرئيس الأركان الجوية ومنح وسام الإستحقاق الأمريكي في عام 1991.

## لاحقا
تقاعد فونيل من القوات الجوية الملكية الأسترالية بعد الانتهاء من ولايته كرئيس الأركان الجوية في 1 أكتوبر 1992 وخلفه المارشال الجوي باري غراتيون أحد زملائه من عام 1953 في كلية القوات الجوية الملكية الأسترالية. كانت فترة فونيل لمدة خمس سنوات كرئيس الأركان الجوي هي الأطول منذ المارشال الجوي جورج جونز الذي خدم عشر سنوات في المنصب من 1942 إلى 1952. في عام 1993 أصبح فونيل مدير مشروع كلية الدفاع الوطني. من عام 1994 حتى عام 1998 شغل منصب المدير الأول للكلية الأسترالية للدفاع والدراسات الاستراتيجية والتي تطورت لاحقا إلى كلية الدفاع الأسترالية. أصبح مستشارا في عام 1999 وحصل على وسام سينتنيال «للخدمات الإنسانية والدفاع» في 1 يناير 2001. في الفترة من عام 2001 إلى عام 2009 كان عضوا في المجلس الاستشاري للوزراء المعني بتهريب الأشخاص والفريق الاستشاري لاحتجاز المهاجرين. نفى علنا المساهمة الأسترالية في غزو العراق عام 2003 ولكن بعد الانضمام للمعركة عارض انسحاب القوات وحذر من المظاهرات المناهضة للحرب. عمل فونيل كنائب لرئيس مجلس إدارة خدمات الهجرة وحل الوضع من 2009 إلى 2011 وأصبح نائب رئيس مجلس الوزراء الاتحادي لطالبي اللجوء والاحتجاز في عام 2012. تشمل أنشطته الترفيهية ركوب الدراجات النارية والتصوير الفوتوغرافي والمشي وركوب الدراجات.